# Aedes grossbecki
Aedes grossbecki é um espécie de mosquito do Género Aedes, pertencente à família Culicidae.